# 5470 Kurtlindstrom
5470 Kurtlindstrom è un asteroide della fascia principale. Scoperto nel 1988, presenta un'orbita caratterizzata da un semiasse maggiore pari a 3,2060765 UA e da un'eccentricità di 0,1422906, inclinata di 18,24729° rispetto all'eclittica.